# کمون (فرانسه)
کُمون (به فرانسوی: Commune) به سطوح تقسیمات کشوری مناطق در جمهوری فرانسه گفته می‌شود، که معادل آن در کشور ایران بخش و ادارهٔ آن بر عهدهٔ بخشداری است. برای رسیدگی به امور هر بخش، یک بخشدار از سوی وزارت کشور برگزیده می‌شود و به امور آن رسیدگی می‌کند.